# Vestmanna kommuna
Vestmanna kommuna is een gemeente in het noordwesten van het eiland Streymoy, op de Faeröer. De gemeente omvat slechts één plaats: Vestmanna.